# Andrew Huxley
Sir Andrew Fielding Huxley OM (London, 1917. november 22. – Cambridge, 2012. május 30.) angol fiziológus, biofizikus. Ő fedezte fel az izom összehúzódásának "csúszó filamentum" mechanizmusát és az idegingerület terjedésének módját. Utóbbiért 1963-ban (John Eccles-szel és Alan Hodgkinnal közösen) orvostudományi Nobel-díjban részesült.

## Tanulmányai
Andrew Huxley 1917. november 22-én született Londonban. A híres Huxley-család tagja, nagyapja a neves biológus Thomas Henry Huxley ("Darwin vérebe"), féltestvérei pedig a szintén biológus Julian Huxley és az író Aldous Huxley voltak. Andrew az író-szerkesztő Leonard Huxley Rosalind Bruce-szal kötött második házasságából származott, a két fiú közül ő volt a fiatalabb. Andrew természettudományos és műszaki közegben nőtt fel, tudós családtagjai mellett anyja is gyakorlatias, ügyeskezű nő volt, aki 12 éves fiának esztergapadot ajándékozott. Andrew hamarosan megtanult különböző tárgyakat és egyszerű gépezeteket – gyertyatartótól a belső égésű motorig – tervezni és saját kezűleg elkészíteni; ezenkívül érdekelte a mikroszkopizálás is. Apja meghalt, amikor Andrew 15 éves volt.
Iskoláit a University College School-ban (1925-1930) és a Westminster School-ban (1930-1935) végezte, majd a Cambridge-i Egyetem Trinity College-ében folytatta tanulmányait. Fizikusnak vagy mérnöknek készült, de fakultatív tárgyként felvette az élettant és végül ezt a szakirányt választotta. 1938-ban BA fokozatot szerzett, egy évvel később pedig a Plymouthi Tengerbiológiai Laboratóriumban az Amerikából visszatérő (és Huxleynél csak három évvel idősebb) Alan Hodgkin tanítványa lett, aki az idegingerület terjedésének mechanizmusát kutatta. Hogy a rendkívül gyorsan terjedő ingerületet mérni tudják, az atlanti kalmár (Loligo pealei) óriásaxonjait preparálták ki; ennek az állatnak voltak a legnagyobb ismert idegsejtjei. 

## Munkássága
A második világháború kitörése miatt félbe kellett hagyniuk munkájukat; Hodgkin a radart kifejlesztő csoport munkatársa lett, Huxley pedig előbb a légvédelmi parancsnokságnak, majd a haditengerészetnek dolgozott a célzóberendezések tökéletesítésén. A háború után, 1946-ban folytatták kísérleteiket, javarészt saját maguk által készített felszereléssel (ebben nagy segítségükre volt Huxley esztergapadja és kezelésében való jártassága). Sikerült kimutatniuk, hogy az idegimpulzus nem az idegszál belsejében, hanem a membránján, nátrium- és káliumionok áteresztése révén keletkező akciós potenciál formájában terjed.
Huxley 1946-tól a Cambridge-i Egyetem élettanprofesszora volt. Miután 1952-ben közölték az akciós potenciálra vonatkozó elméletüket, új, megoldatlan problémát keresett és figyelme az izom összehúzódásának mechanizmusára irányult. Erre a célra kifejlesztett egy interferenciamikroszkópot (amit ötven évvel korábban már felfedeztek, de a gyakorlatban használható műszert nem tudtak készíteni), amellyel pontosabban meg tudta figyelni a harántcsíkolt izomszálak összehúzódását. Huxley és munkatársa, a német Rolf Niedergerke, valamint Hugh Huxley és Jean Hanson 1954-ben közölték "csúszó filamentum" elméletüket az izom összehúzódásáról.
1952-től 1960-ig Cambridge-ben a Trinity College tanulmányügyi igazgatója volt, ezután pedig a University College London élettantanszékének vezetője lett. 1969-től a Royal Society kutatóprofesszoraként adott elő élettant a UCL-en egészen 1984-ig, amikor a Trinity College vezetőjévé választották. Emellett ő szerkesztette a Journal of Physiology-t és a Journal of Molecular Biology-t. 

## Díjai

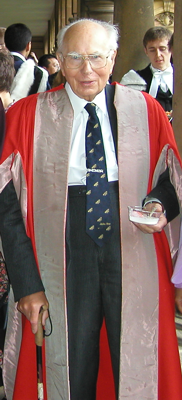
A 88 éves Andrew Huxley

Andrew Huxley, Alan Hodgkin és az ausztrál John Eccles 1963-ban orvostudományi Nobel-díjban részesült az idegingerület terjedésének felfedezéséért. 1955-ben tagja lett a Royal Society-nek, melynek 1980-1985 között elnökévé is választották. 1973-ban megkapta a Copley-érmet, 1974-ben II. Erzsébet lovaggá ütötte, 1983-ban pedig kitüntették az Order of Merit-tel.  

## Családja
Andrew Huxley 1947-ben vette feleségül Richenda Pease-t. Egy fiuk (Stewart Leonard Huxley) és öt lányuk (Janet, Camilla, Eleanor, Henrietta és Clare Huxley) született.
Andrew Huxley 2012. május 30-án halt meg Cambridge-ben, 94 éves korában.